# Східні Гати

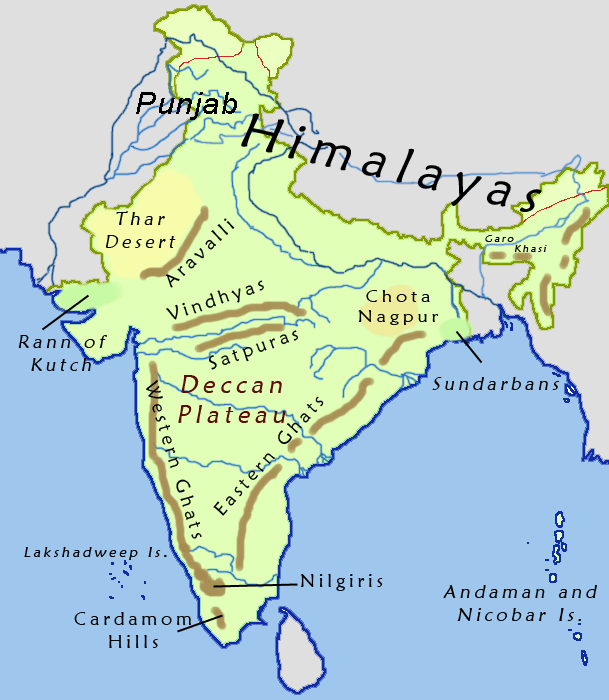
Орографія півострова Індостан

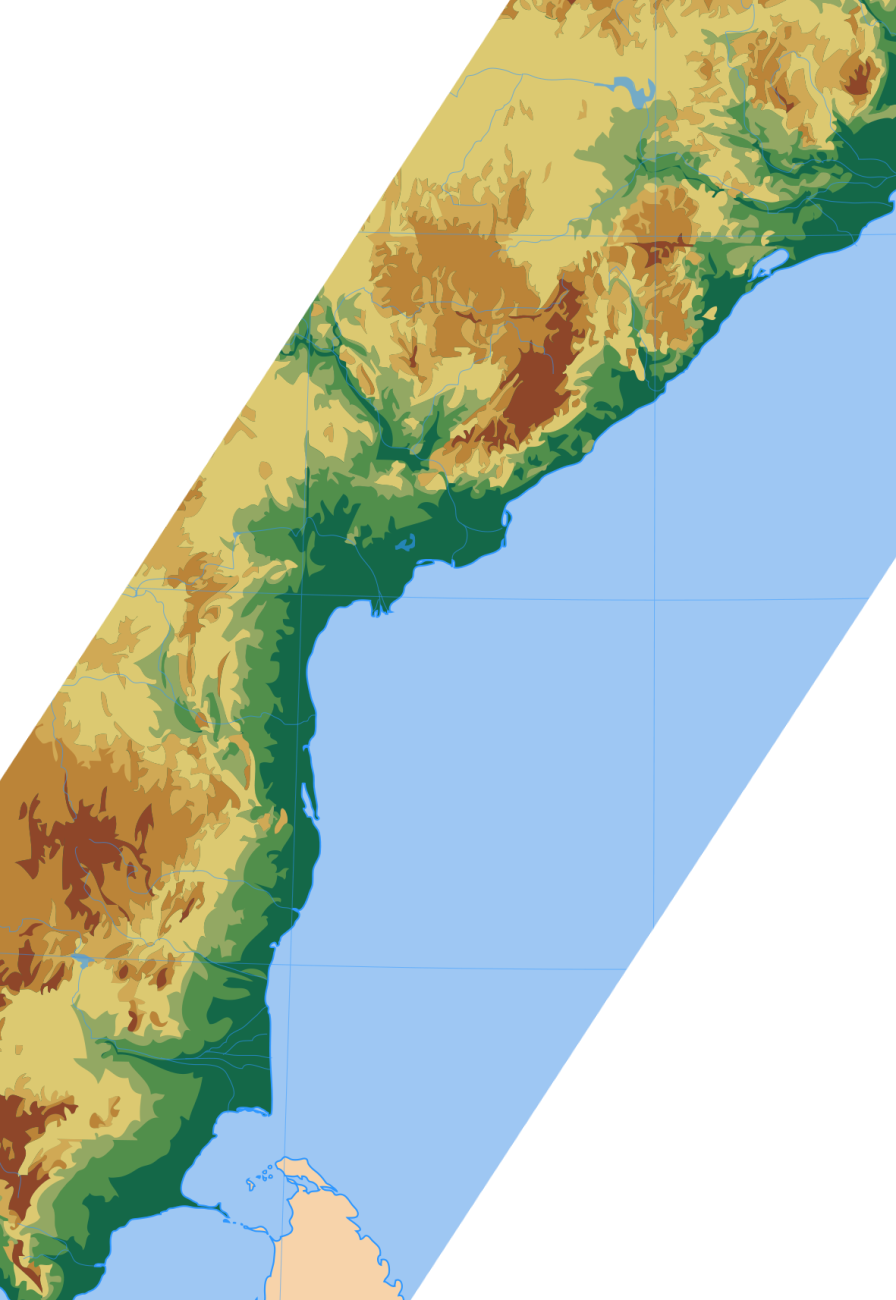
Топографія Східних Ґгат

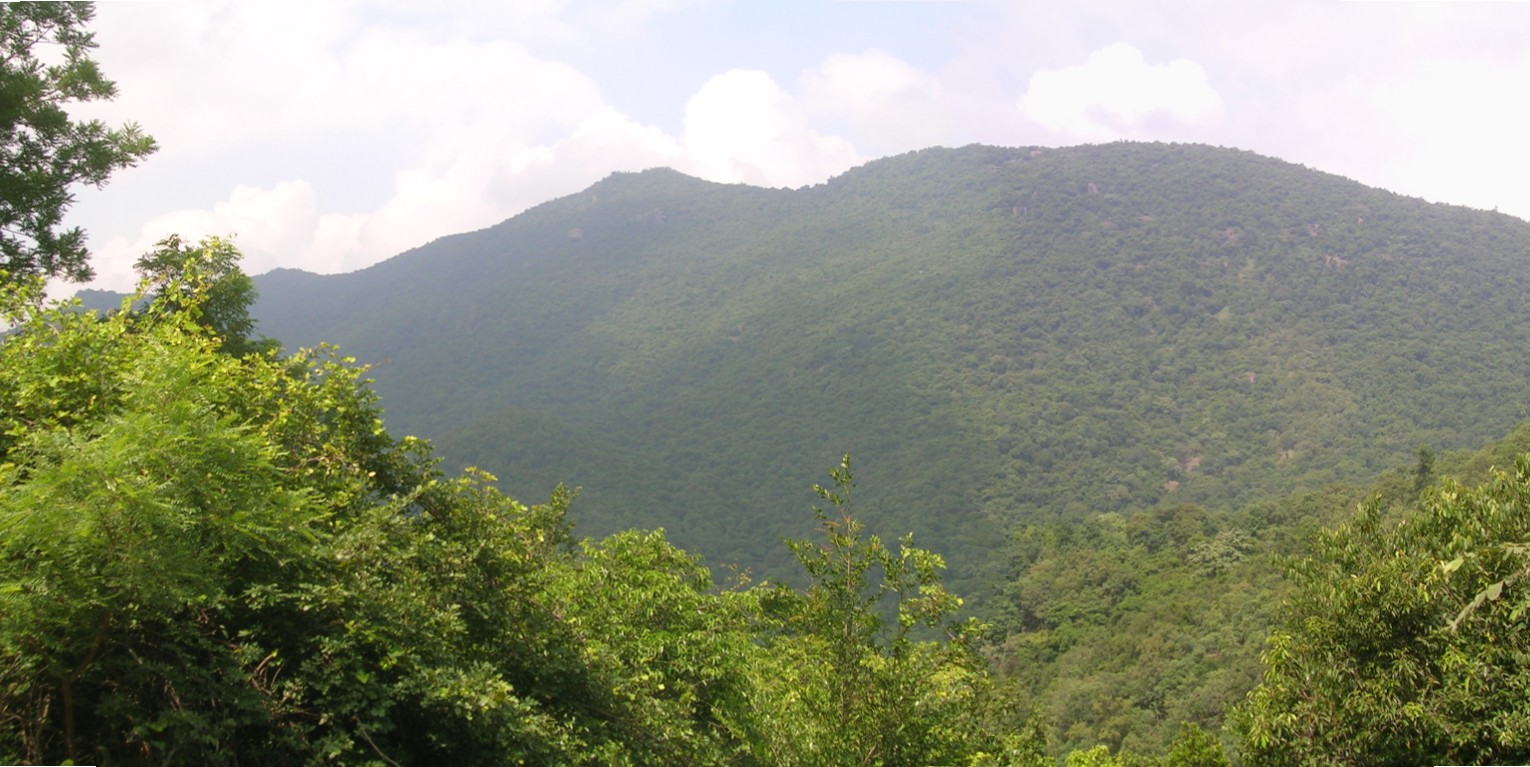
Пагорби Джаваді в штаті Тамілнаду

Східні Ґгати (гінді पूर्वी घाट, англ. Eastern Ghats — «сходи») — гори в Індії, вздовж узбережжя Бенгальської затоки, прямують від Західного Бенгалу, на півночі, через штати Одіша й Андхра-Прадеш, до Тамілнаду на півдні. Утворюють східний край плато Декан. Протяжність 1399 км. Середня висота 600 м, найбільша — 1680 м (Деводі-Мунда). Коромандельське узбережжя відділяє гори від Бенгальської затоки. Східні схили гір круті, західні — пологі. Долини великих річок (Маханаді, Годаварі, Крішна, Кавері), прорізаючи гори водоспадами, утворюють декілька середньо-високих та низьких хребтів: Східні гори, Налламалай, Веліконда, Палконда, Шеварой. Поєднуються з Західними Гатами на півдні в районі гір Нільгірі. Складені гнейсами, гранітами, сланцями та кварцитами. Гори вкриті мусонними лісами та плантаціями кави, чаю.